# تانيا آيبي (بطلة تجديف)
تانيا أيبي (من مواليد 7 أكتوبر 1966) هي بحارة أمريكية. أكملت تانيا طوافًا حول العالم بمفردها في مركب شراعي طوله 26 قدمًا وكان عمرها يتراوح بين 18 و21 عامًا، وانتهت من ذلك في عام 1987، مما يجعلها أول امرأة أمريكية وأصغر شخص (في ذلك الوقت) يبحر حول العالم.ولم تعترف موسوعة غينيس بانجازها، لأنها أبحرت عبر قناة بنما، الأمر الذي تطلب المساعدة، كما أبحرت ثمانين ميلاً مع صديق لها في جنوب المحيط الهادئ. (تعتبر كارين ثورندايك أول امرأة أمريكية تحقق الرقم القياسي العالمي في موسوعة غينيس للابحار حول العالم). حققت آيبي هدفها على الرغم من التحديات العديدة،

## رحلتها
لم يكن لدى آيبي الكثير من الخلفية عن الإبحار في رحلتها. اشترى والدها قاربًا في المملكة المتحدة للإبحار به عبر المحيط الأطلسي إلى نيويوركفي عام 1984، عندما كانت آيبي في السادسة عشرة من عمرها، قبل أن تنتهي من دراستها في مدرسة ثانوية بديلة قبل عام واحد. ذهبت آيبي مع والدها، وفي غضون عام أبحروا من المملكة المتحدة إلى إسبانيا والبرتغال والمغرب وجزر الكناري ومنطقة البحر الكاريبي وبرمودا ومجموعة الجزر بأكملها، متجهين عائدين إلى مدينة نيويورك ووصلوا إلى هناك في عام 1985. فعل الاثنان ذلك كمبتدئين.
تعلمت آيبي أساسيات الإبحار مع والدها خلال تلك الحلة التي استغرقت عامًا من إنجلترا إلى مدينة نيويورك.
أخذت آيبي دورة بالمراسلة في الملاحة السماوية قبل رحلة ابحارها حول العالم في مايو 1985.
لم تكن لدى آيبي أي خبرة في الإبحار أو الملاحة عندما غادرت في رحلتها في 28 مايو 1985، وكانت في الثامنة عشرة من عمرها عندما أبحرت. ولم يكن لديها جهاز استقبال نظام التموضع العالمي (جي بي اس) لأن أجهزة الاستقبال المدنية لم تكن متوفرة. كان لديها بدلاً من ذلك آلة السدس للملاحة السماوية وجهاز تحديد الاتجاه اللاسلكي. استخدمت المحطة الأولى من رحلتها من نيوجيرسي إلى برمودا كتجربة بحرية لقاربها.

## تفاعلات
عند سماع عرض والدها حول العالم، اتهم العديد من البحارة إرنست آيبي باتخاذ موقف متعجرف تجاه سلامة ابنته، فأجاب:

## القارب

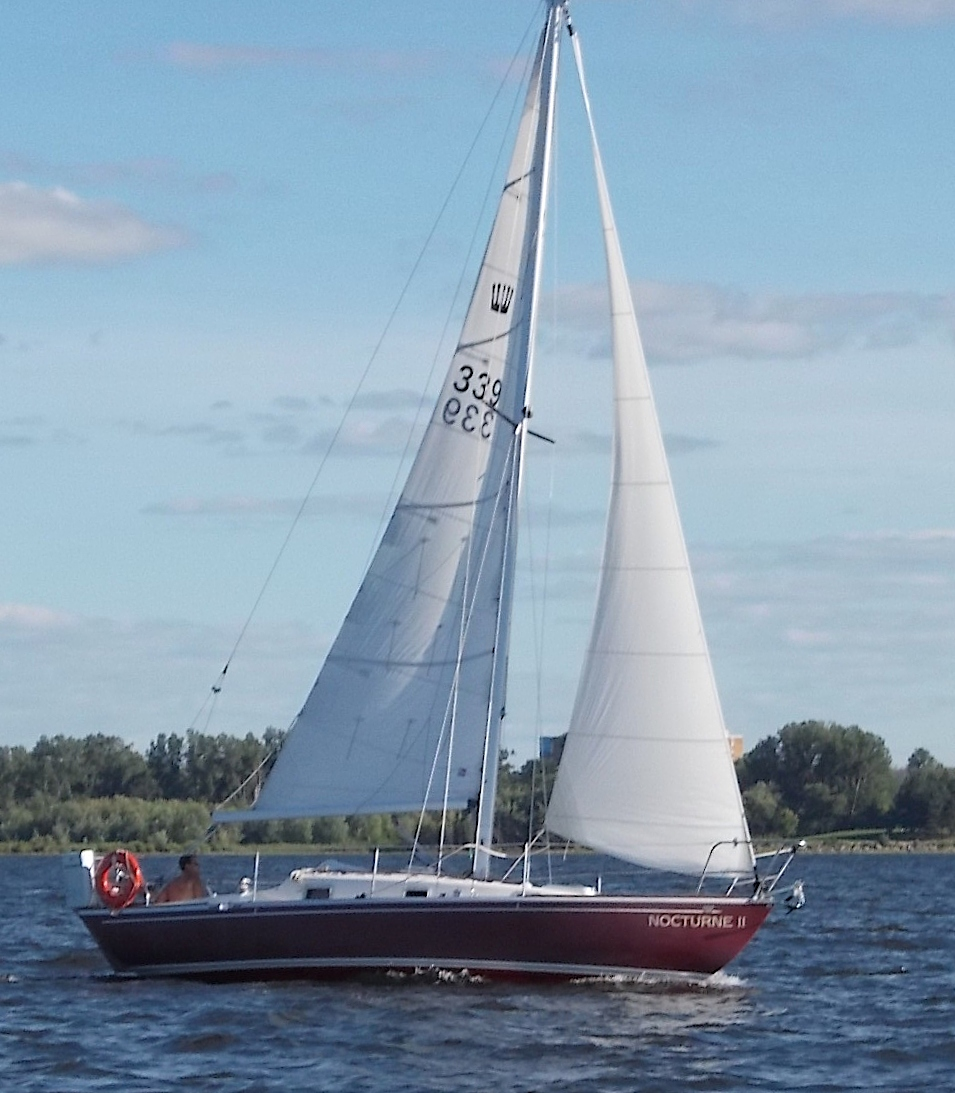
أبحرت آيبي على متن تايلور 26 عندما أصبحت أصغر امرأة تبحر حول العالم بمفردها.

انطلقت آيبي في رحلة إبحارها حول العالم في مركبتها الشراعية فارونا، والتي تبلغ قيمتها 40 ألف دولار، في 28 مايو 1985، وكانت تجربتها الإبحارية الأخرى الوحيدة هي رحلة بحرية في المحيط الأطلسي مدتها ستة أشهر قامت بها مع والدها وشقيقتيها وشقيقها.  سُميت فارونا بهذا الاسم على اسم إله فيدي مرتبط بالسماء والمياه والعدالة والحقيقة. كان القارب من طراز تايلور 26، وهو نسخة كندية من كونتيسا 26، بتكلفة 40 ألف دولار. عادت آيبي إلى مدينة نيويورك في 6 نوفمبر 1987. وبعد شهر نوفمبر البارد، أُعلن عن عبور أيبي للمحيط الأطلسي على فارونا على المستوى الوطني من خلال وسائل الإعلام.
عند وصول آيبي إلى نيويورك على متن سفينة فارونا، أرسل الرئيس ريغان رسالة إلى آيبي يقول فيها:

### طريق الابحار حول العالم
أبحرت آيبي في قاربها الصغير بخبرة محدودة في الإبحار بلغت بضعة أشهر فقط في مايو 1985 من ميناء مدينة نيويورك متجهة إلى برمودا. عادت آيبي إلى مدينة نيويورك في نوفمبر 1987.

## الرعاية
تولت مجلة الابحار حول العالم (بالانجليزية: Cruising World) رعاية رحلة آيبي جزئيًا، كما كتبت لها بعض المقالات.
بعد عودة آيبي من رحلتها التي استغرقت ثلاث سنوات، علقت المجلة:

## أنشطة أخرى
ماتت القطة طرزون التي أبحرت لأكثر من نصف العالم مع آيبي، ونجت لأكثر من 20 عامًا بسلام أثناء نومها قبل أن تقوم برحلة جديدة مع صغيريها في عام 2008. أبحرت أيبي وصغارها بمركب فولاذي أحادي الهيكل حصلت عليه حديثًا عبر منطقة البحر الكاريبي وجنوب المحيط الهادئ خلال عام 2008. قامت أيبي بتلك المقايضة مع والد أولادها، وزوجها السابق أوليفييه بيرنر في بابيتي بتاهيتي. واصل أوليفييه وأبناؤه رحلتهم البحرية من هناك.

## أعمال بارزة

### كمؤلفة
تروي آيبي قصة إبحارها بمفردها في كتابها رحلة عذراء الذي أصبح من أكثر الكتب مبيعًا في الولايات المتحدة عام 1989. يعتبر الكتاب قصة عن قلق المراهقين واكتشاف الذات والمغامرة. كانت قصة آيبي غير عادية لأنها لم تكن وفقًا للعديد من المعايير مستعدة بشكل جيد لرحلتها، لكنها انتصرت من خلال الفطرة السليمة، والمهارات التي تعلمتها وصقلتها، بالإضافة إلى الشعور القوي بالعزيمة.

#### آخر عمل
نشرت آيبي في عام 2005 كتابها الثاني، لقد كنت في الجوار.

### كمحررة
تكتب آيبي أعمدة شهرية للعديد من مجلات الإبحار والرحلات البحرية.

## في الثقافة الشعبية
أُعلن في سبتمبر 2017 أن مذكرات آيبي رحلة عذراء ستتحول إلى فيلم بعنوان العمل فتاة في البحر. قام تشارلز إس. كوهن في عام 2017 بعتديل سيناريو الفيلم الذي كتبه كاتب السيناريو جويل سيلفرمان.

## كتب
- تانيا أيبي؛ برانديت برنان (1989). رحلة عذراء. دار بالانتين للنشر. ISBN:0-345-41012-2.
- تانيا أيبي (2005). لقد كنت حولها. منزل شيريدان. ردمك:1-57409-213-8.

## روابط خارجية
- الموقع الرسمي
- قارب تانيا أيبي، كونتيسا/تايلور 26
- مقابلة مع تانيا أيبي لـتيريكتي
- مقابلة مع تانيا أيبي، 5 دقائق، في ديسمبر 2017 على يوتيوب
- مقابلة مع تانيا أيبي لإذاعة ماد مارينر، 10 دقائق